# Боровской сельсовет (Алейский район)
Боровско́й сельсове́т — муниципальное образование со статусом сельского поселения и административно-территориальное образование в Алейском районе Алтайского края России. 
Административный центр — село Боровское.

## Население
| 1997  | 1998  | 1999  | 2000  | 2001  | 2002  | 2003  | 2004  | 2005  |
| ----- | ----- | ----- | ----- | ----- | ----- | ----- | ----- | ----- |
| 1710  | ↗1722 | ↘1671 | ↗1672 | ↘1600 | ↘1510 | ↗1511 | ↘1440 | ↘1341 |
| 2006  | 2007  | 2008  | 2009  | 2010  | 2011  | 2012  | 2013  | 2014  |
| ↘1284 | ↘1239 | ↘1202 | ↗1232 | ↘1131 | ↘1123 | ↘1068 | ↘1044 | ↗1052 |
| 2015  | 2016  | 2017  | 2018  | 2019  | 2020  | 2021  |       |       |
| ↘1007 | ↗1023 | ↘999  | ↗1000 | ↘940  | ↘912  | ↘905  |       |       |

По результатам Всероссийской переписи населения 2010 года численность населения муниципального образования составила 1131 человек, в том числе 532 мужчины и 599 женщин.

## Состав сельского поселения
| № | Населённый пункт | Тип населённого пункта       | Население |
| - | ---------------- | ---------------------------- | --------- |
| 1 | Боровское        | село, административный центр | ↘992      |
| 2 | Серебренниково   | село                         | ↘52       |